# UCI Europe Tour 2013
Navigation
Édition précédente Édition suivante
L'UCI Europe Tour 2013 est la neuvième édition de l'UCI Europe Tour, l'un des cinq circuits continentaux de cyclisme de l'Union cycliste internationale. Il est composé d'environ 300 compétitions organisées du 27 janvier au 20 octobre 2013 en Europe.

## Calendrier des épreuves

### Janvier
| Date | Course                                 | Pays   | Classe | Vainqueur       | Équipe             |
| ---- | -------------------------------------- | ------ | ------ | --------------- | ------------------ |
| 27   | Grand Prix d'ouverture La Marseillaise | France | 1.1    | Justin Jules    | La Pomme Marseille |
| 30-3 | Étoile de Bessèges                     | France | 2.1    | Jonathan Hivert | Sojasun            |

### Février
| Date  | Course                               | Pays     | Classe | Vainqueur          | Équipe                  |
| ----- | ------------------------------------ | -------- | ------ | ------------------ | ----------------------- |
| 3     | Trofeo Palma                         | Espagne  | 1.1    | Kenny Dehaes       | Lotto-Belisol           |
| 4     | Trofeo Migjorn                       | Espagne  | 1.1    | Leigh Howard       | Orica-GreenEDGE         |
| 5     | Trofeo Serra de Tramuntana Deià-Lluc | Espagne  | 1.1    | Alejandro Valverde | Movistar                |
| 6     | Trofeo Platja de Muro                | Espagne  | 1.1    | Leigh Howard       | Orica-GreenEDGE         |
| 6-10  | Tour méditerranéen                   | France   | 2.1    | Thomas Lövkvist    | IAM                     |
| 14-17 | Tour de l'Algarve                    | Portugal | 2.1    | Tony Martin        | Omega Pharma-Quick Step |
| 16    | Trofeo Laigueglia                    | Italie   | 1.1    | Filippo Pozzato    | Lampre-Merida           |
| 16-17 | Tour du Haut-Var                     | France   | 2.1    | Arthur Vichot      | FDJ                     |
| 17-20 | Tour d'Andalousie                    | Espagne  | 2.1    | Alejandro Valverde | Movistar                |
| 23    | Tour de Murcie                       | Espagne  | 1.1    | Daniel Navarro     | Cofidis                 |
| 23    | Beverbeek Classic                    | Belgique | 1.2    | Nick van der Lijke | Rabobank Development    |
| 23    | Circuit Het Nieuwsblad               | Belgique | 1.HC   | Luca Paolini       | Katusha                 |
| 24    | Classic Sud Ardèche                  | France   | 1.1    | Mathieu Drujon     | BigMat-Auber 93         |
| 24    | Clásica de Almería                   | Espagne  | 1.HC   | Mark Renshaw       | Blanco                  |
| 27    | Le Samyn                             | Belgique | 1.1    | Alexey Tsatevitch  | Katusha                 |
| 28    | Grand Prix de la ville de Camaiore   | Italie   | 1.1    | Peter Sagan        | Cannondale              |

### Mars
| Date  | Course                                      | Pays     | Classe | Vainqueur            | Équipe                       |
| ----- | ------------------------------------------- | -------- | ------ | -------------------- | ---------------------------- |
| 1-3   | Trois jours de Flandre-Occidentale          | Belgique | 2.1    | Kristof Vandewalle   | Omega Pharma-Quick Step      |
| 2     | Strade Bianche                              | Italie   | 1.1    | Moreno Moser         | Cannondale                   |
| 2     | Ster van Zwolle                             | Pays-Bas | 1.2    | Dylan van Baarle     | Rabobank Development         |
| 3     | Roma Maxima                                 | Italie   | 1.1    | Blel Kadri           | AG2R La Mondiale             |
| 3     | Grand Prix de Lillers-Souvenir Bruno Comini | France   | 1.2    | Benoît Daeninck      | CC Nogent-sur-Oise           |
| 6     | Umag Trophy                                 | Croatie  | 1.2    | Aljaž Hočevar        | Adria Mobil                  |
| 9     | Tour de Drenthe                             | Pays-Bas | 1.1    | Alexander Wetterhall | NetApp-Endura                |
| 10    | Circuit du Pays de Waes                     | Belgique | 1.2    | Pieter Jacobs        | Topsport Vlaanderen-Baloise  |
| 10    | Course des chats                            | Belgique | 1.2    | Jérôme Baugnies      | To Win-Josan                 |
| 10    | Paris-Troyes                                | France   | 1.2    | Jean-Marc Bideau     | Bretagne-Séché Environnement |
| 10    | Poreč Trophy                                | Croatie  | 1.2    | Matej Mugerli        | Adria Mobil                  |
| 10    | Dorpenomloop Rucphen                        | Pays-Bas | 1.2    | Dylan van Baarle     | Rabobank Development         |
| 14    | Grand Prix Nobili Rubinetterie              | Italie   | 1.1    | Bob Jungels          | RadioShack-Leopard           |
| 14-17 | Istrian Spring Trophy                       | Croatie  | 2.2    | Matej Mugerli        | Adria Mobil                  |
| 15    | Handzame Classic                            | Belgique | 1.1    | Kenny Dehaes         | Lotto-Belisol                |
| 16    | Classic Loire-Atlantique                    | France   | 1.1    | Edwig Cammaerts      | Cofidis                      |
| 17    | Cholet-Pays de Loire                        | France   | 1.1    | Damien Gaudin        | Europcar                     |
| 17    | Grand Prix San Giuseppe                     | Italie   | 1.2    | Luca Chirico         | Trevigiani Dynamon Bottoli   |
| 17    | Grand Prix de la ville de Nogent-sur-Oise   | France   | 1.2    | Alexander Kamp       | Cult Energy                  |
| 18-24 | Tour de Normandie                           | France   | 2.2    | Silvan Dillier       | BMC Development              |
| 20    | À travers les Flandres                      | Belgique | 1.HC   | Oscar Gatto          | Vini Fantini-Selle Italia    |
| 20-24 | Semaine internationale Coppi et Bartali     | Italie   | 2.1    | Diego Ulissi         | Lampre-Merida                |
| 20-24 | Tour de l'Alentejo                          | Portugal | 2.2    | Jasper Stuyven       | Bontrager                    |
| 23    | Košice-Miskolc                              | Hongrie  | 1.2    | Michal Kolář         | Dukla Trenčín Trek           |
| 23-24 | Critérium international                     | France   | 2.HC   | Christopher Froome   | Sky                          |
| 26-28 | Trois Jours de La Panne                     | Belgique | 2.HC   | Sylvain Chavanel     | Omega Pharma-Quick Step      |
| 29    | Route Adélie de Vitré                       | France   | 1.1    | Alessandro Malaguti  | Bardiani Valvole-CSF Inox    |
| 29-31 | Triptyque des Monts et Châteaux             | Belgique | 2.2    | Fábio Silvestre      | Leopard-Trek Continental     |
| 30    | Grand Prix Miguel Indurain                  | Espagne  | 1.1    | Simon Špilak         | Katusha                      |
| 30    | Volta Limburg Classic                       | Pays-Bas | 1.1    | Rüdiger Selig        | Katusha                      |
| 30-31 | Boucle de l'Artois                          | France   | 2.2    | Fredrik Ludvigsson   | People4you-Unaas             |
| 31    | Tour de La Rioja                            | Espagne  | 1.1    | Francesco Lasca      | Caja Rural-Seguros RGA       |
| 31    | Val d'Ille Classic                          | France   | 1.1    | Nacer Bouhanni       | FDJ                          |

### Avril
| Date  | Course                                                  | Pays               | Classe | Vainqueur           | Équipe                        |
| ----- | ------------------------------------------------------- | ------------------ | ------ | ------------------- | ----------------------------- |
| 1     | Giro del Belvedere                                      | Italie             | 1.2U   | Stefan Küng         | BMC Development               |
| 2     | Gran Premio Palio del Recioto                           | Italie             | 1.2U   | Caleb Ewan          | Équipe nationale d'Australie  |
| 2-5   | Circuit de la Sarthe                                    | France             | 2.1    | Pierre Rolland      | Europcar                      |
| 3     | Grand Prix de l'Escaut                                  | Belgique           | 1.HC   | Marcel Kittel       | Argos-Shimano                 |
| 3-7   | Grand Prix de Sotchi                                    | Russie             | 2.2    | Vitaliy Buts        | Kolss                         |
| 4     | Grand Prix Pino Cerami                                  | Belgique           | 1.1    | Jonas Van Genechten | Lotto-Belisol                 |
| 5-7   | Circuit des Ardennes international                      | France             | 2.2    | Riccardo Zoidl      | Gourmetfein Simplon           |
| 6     | Tour des Flandres espoirs                               | Belgique           | 1.Ncup | Rick Zabel          | Équipe nationale d'Allemagne  |
| 7     | Klasika Primavera                                       | Espagne            | 1.1    | Rui Costa           | Movistar                      |
| 7     | Grand Prix Šenčur                                       | Slovénie           | 1.2    | Radoslav Rogina     | Adria Mobil                   |
| 7     | Trofeo Banca Popolare di Vicenza                        | Italie             | 1.2U   | Michele Scartezzini | Trevigiani Dynamon Bottoli    |
| 9     | Paris-Camembert                                         | France             | 1.1    | Pierrick Fédrigo    | FDJ                           |
| 10    | Flèche brabançonne                                      | Belgique           | 1.HC   | Peter Sagan         | Cannondale                    |
| 10    | Côte picarde                                            | Belgique           | 1.Ncup | Caleb Ewan          | Équipe nationale d'Australie  |
| 10-14 | Tour du Loir-et-Cher                                    | France             | 2.2    | Tino Thömel         | NSP-Ghost                     |
| 11    | Grand Prix de Denain                                    | France             | 1.1    | Arnaud Démare       | FDJ                           |
| 12-14 | Tour de Castille-et-León                                | Espagne            | 2.1    | Rubén Plaza         | Movistar                      |
| 13    | Tour du Finistère                                       | France             | 1.1    | Cyril Gautier       | Europcar                      |
| 13    | Trophée Edil C                                          | Italie             | 1.2    | Andrea Zordan       | Zalf Euromobil Désirée Fior   |
| 13    | Liège-Bastogne-Liège espoirs                            | Belgique           | 1.2U   | Michael Valgren     | Cult Energy                   |
| 13    | ZLM Tour                                                | Pays-Bas           | 1.Ncup | Yoeri Havik         | Équipe nationale des Pays-Bas |
| 14    | Tro Bro Leon                                            | France             | 1.1    | Francis Mourey      | FDJ                           |
| 14    | Grand Prix de Donetsk                                   | Ukraine            | 1.2    | Anatoliy Pakhtusov  | ISD Continental               |
| 16-19 | Tour du Trentin                                         | Italie             | 2.HC   | Vincenzo Nibali     | Astana                        |
| 17-21 | Grand Prix d'Adyguée                                    | Russie             | 2.2    | Andriy Khripta      | Kolss                         |
| 20    | Banja Luka-Belgrade I                                   | Bosnie-Herzégovine | 1.2    | Michal Kolář        | Dukla Trenčín Trek            |
| 20    | Arno Wallaard Memorial                                  | Pays-Bas           | 1.2    | Coen Vermeltfoort   | De Rijke-Shanks               |
| 20    | Grand Prix Herning                                      | Danemark           | 1.2    | Lasse Norman Hansen | Blue Water                    |
| 21    | Roue tourangelle                                        | France             | 1.1    | Mickaël Delage      | FDJ                           |
| 21    | Paris-Mantes-en-Yvelines                                | France             | 1.2    | Nicolas Baldo       | Atlas Personal-Jakroo         |
| 21    | Tour de Hollande-Septentrionale                         | Pays-Bas           | 1.2    | Dylan Groenewegen   | De Rijke-Shanks               |
| 21    | Banja Luka-Belgrade II                                  | Serbie             | 1.2    | Matej Mugerli       | Adria Mobil                   |
| 21    | East Midlands International Cicle Classic               | Royaume-Uni        | 1.2    | Ian Wilkinson       | UK Youth                      |
| 21-28 | Tour de Turquie                                         | Turquie            | 2.HC   | Natnael Berhane     | Europcar                      |
| 25    | Gran Premio della Liberazione                           | Italie             | 1.2U   | Ilia Koshevoy       | Big Hunter-Seanese            |
| 25-1  | Tour de Bretagne                                        | France             | 2.2    | Riccardo Zoidl      | Gourmetfein Simplon           |
| 26    | Skive-Løbet                                             | Danemark           | 1.2    | Patrick Clausen     | Cult Energy                   |
| 27    | Grand Prix de l'industrie et de l'artisanat de Larciano | Italie             | 1.1    | Mauro Santambrogio  | Vini Fantini-Selle Italia     |
| 27    | Himmerland Rundt                                        | Danemark           | 1.2    | Yoeri Havik         | De Rijke-Shanks               |
| 27    | Zuid Oost Drenthe Classic I                             | Pays-Bas           | 1.2    | Jeff Vermeulen      | Metec-TKH Continental         |
| 28    | Tour de Toscane                                         | Italie             | 1.1    | Mattia Gavazzi      | Androni Giocattoli-Venezuela  |
| 28    | Destination Thy                                         | Danemark           | 1.2    | Constantino Zaballa | Christina Watches-Onfone      |
| 28    | Zuid Oost Drenthe Classic II                            | Pays-Bas           | 1.2    | Brian van Goethem   | Metec-TKH Continental         |
| 28    | Grand Prix Industrie del Marmo                          | Italie             | 1.2    | Luca Benedetti      | Bedogni-Natalini-Anico        |

### Mai
| Date  | Course                                               | Pays        | Classe | Vainqueur              | Équipe                          |
| ----- | ---------------------------------------------------- | ----------- | ------ | ---------------------- | ------------------------------- |
| 1     | Grand Prix du 1er mai - Prix d'honneur Vic De Bruyne | Belgique    | 1.2    | Coen Vermeltfoort      | De Rijke-Shanks                 |
| 1     | Mémorial Andrzej Trochanowski                        | Pologne     | 1.2    | Konrad Dąbkowski       | BDC-Marcpol                     |
| 1     | Mayor Cup                                            | Russie      | 1.2    | Vitaliy Buts           | Kolss                           |
| 1     | Grand Prix de Francfort espoirs                      | Allemagne   | 1.2U   | Lasse Norman Hansen    | Blue Water                      |
| 1     | Grand Prix de Francfort                              | Allemagne   | 1.HC   | Simon Špilak           | Katusha                         |
| 1-5   | Tour d'Azerbaïdjan                                   | Azerbaïdjan | 2.2    | Serhiy Grechyn         | Torku Şekerspor                 |
| 1-5   | Carpathian Couriers Race                             | Pologne     | 2.2U   | Stefan Poutsma         | Jo Piels                        |
| 1-5   | Quatre Jours de Dunkerque                            | France      | 2.HC   | Arnaud Démare          | FDJ                             |
| 2     | Mémorial Oleg Dyachenko                              | Russie      | 1.2    | Alexander Rybakov      | RusVelo                         |
| 3     | Grand Prix de Moscou                                 | Russie      | 1.2    | Ivan Kovalev           | RusVelo                         |
| 3-5   | Szlakiem Grodów Piastowskich                         | Pologne     | 2.1    | Jan Bárta              | NetApp-Endura                   |
| 4     | Tour d'Overijssel                                    | Pays-Bas    | 1.2    | Tom Vermeer            | Jo Piels                        |
| 4     | Tour de Berne                                        | Suisse      | 1.2    | Marcel Wyss            | IAM                             |
| 4     | Hadeland GP                                          | Norvège     | 1.2    | Fredrik Strand Galta   | Øster Hus-Ridley                |
| 4     | Tour de la communauté de Madrid                      | Espagne     | 1.1    | Javier Moreno          | Movistar                        |
| 5     | Ringerike Grand Prix                                 | Norvège     | 1.2    | Reidar Borgersen       | Joker Merida                    |
| 5     | Circuito del Porto-Trofeo Arvedi                     | Italie      | 1.2    | Paolo Simion           | Zalf Euromobil Désirée Fior     |
| 5     | Circuit de Wallonie                                  | Belgique    | 1.2    | Sébastien Delfosse     | Crelan-Euphony                  |
| 5-9   | Cinq anneaux de Moscou                               | Russie      | 2.2    | Maksim Razumov         | Itera-Katusha                   |
| 8-12  | Tour du Frioul-Vénétie julienne                      | Italie      | 2.2    | Jan Polanc             | Radenska                        |
| 8-12  | Flèche du Sud                                        | Luxembourg  | 2.2    | Michael Valgren        | Cult Energy                     |
| 9     | Tour du Limbourg                                     | Belgique    | 1.2    | Olivier Chevalier      | Wallonie-Bruxelles              |
| 9-12  | Rhône-Alpes Isère Tour                               | France      | 2.2    | Nico Sijmens           | Cofidis                         |
| 9-12  | Tour de Berlin                                       | Allemagne   | 2.2U   | Mathias Møller Nielsen | Blue Water                      |
| 10-12 | Tour de Picardie                                     | France      | 2.1    | Marcel Kittel          | Argos-Shimano                   |
| 11-12 | Tour des Asturies                                    | Espagne     | 2.1    | Amets Txurruka         | Caja Rural-Seguros RGA          |
| 11    | Classic Beograd-Cacak                                | Serbie      | 1.2    | Matej Mugerli          | Adria Mobil                     |
| 11    | Scandinavian Race Uppsala                            | Suède       | 1.2    | Alexander Gingsjö      | People4you-Unaas                |
| 12    | Tour de Cologne                                      | Allemagne   | 1.1    | Sébastien Delfosse     | Crelan-Euphony                  |
| 13-18 | Olympia's Tour                                       | Pays-Bas    | 2.2    | Dylan van Baarle       | Rabobank Development            |
| 15-19 | Tour de Norvège                                      | Norvège     | 2.1    | Edvald Boasson Hagen   | Sky                             |
| 16-19 | Ronde de l'Isard d'Ariège                            | France      | 2.2U   | Juan Ernesto Chamorro  | 472-Colombia                    |
| 18    | Grand Prix Criquielion                               | Belgique    | 1.2    | Boris Vallée           | Color Code-Biowanze             |
| 18-19 | Paris-Arras Tour                                     | France      | 2.2    | Joey Rosskopf          | Hincapie Sportswear Development |
| 19    | Omloop der Kempen                                    | Pays-Bas    | 1.2    | Eugenio Alafaci        | Leopard-Trek Continental        |
| 19-26 | An Post Rás                                          | Irlande     | 2.2    | Marcin Białobłocki     | UK Youth                        |
| 22-26 | Tour de Belgique                                     | Belgique    | 2.HC   | Tony Martin            | Omega Pharma-Quick Step         |
| 22-26 | Tour de Bavière                                      | Allemagne   | 2.HC   | Adriano Malori         | Lampre-Merida                   |
| 23-26 | Tour de Gironde                                      | France      | 2.2    | Jon Larrinaga          | Euskadi                         |
| 24    | Race Horizon Park I                                  | Ukraine     | 1.2    | Denys Kostyuk          | Kolss                           |
| 25-26 | Course de la Paix espoirs                            | Tchéquie    | 2.2U   | Toms Skujiņš           | Équipe nationale de Lettonie    |
| 25    | Grand Prix de Plumelec-Morbihan                      | France      | 1.1    | Samuel Dumoulin        | AG2R La Mondiale                |
| 26    | Boucles de l'Aulne                                   | France      | 1.1    | Matthieu Ladagnous     | FDJ                             |
| 26    | Race Horizon Park II                                 | Ukraine     | 1.2    | Mykhailo Kononenko     | Kolss                           |
| 26    | Trofeo Città di San Vendemiano                       | Italie      | 1.2U   | Mark Dzamastagic       | Sava                            |
| 30-1  | Tour d'Estonie                                       | Estonie     | 2.1    | Gert Jõeäär            | Équipe nationale d'Estonie      |

### Juin
| Date  | Course                                            | Pays       | Classe | Vainqueur          | Équipe                               |
| ----- | ------------------------------------------------- | ---------- | ------ | ------------------ | ------------------------------------ |
| 2     | Ronde van Zeeland Seaports                        | Pays-Bas   | 1.1    | André Greipel      | Lotto-Belisol                        |
| 2     | Coppa della Pace                                  | Italie     | 1.2    | Alessio Taliani    | Futura Matricardi                    |
| 2     | Mémorial Philippe Van Coningsloo                  | Belgique   | 1.2    | Michael Vink       | Équipe nationale de Nouvelle-Zélande |
| 2     | Trofeo Alcide Degasperi                           | Italie     | 1.2    | Damien Howson      | Équipe nationale d'Australie         |
| 2     | Grand Prix Südkärnten                             | Autriche   | 1.2    | Julian Alaphilippe | Etixx-iHNed                          |
| 4-8   | Tour de Slovaquie                                 | Slovaquie  | 2.2    | Petr Vakoč         | Etixx-iHNed                          |
| 6     | Grand Prix du canton d'Argovie                    | Suisse     | 1.1    | Michael Albasini   | Orica-GreenEDGE                      |
| 6-9   | Ronde de l'Oise                                   | France     | 2.2    | Vegard Breen       | Joker Merida                         |
| 8     | Riga Grand Prix                                   | Lettonie   | 1.1    | Francesco Chicchi  | Vini Fantini-Selle Italia            |
| 9     | Jurmala Grand Prix                                | Lettonie   | 1.1    | Francesco Chicchi  | Vini Fantini-Selle Italia            |
| 9     | ProRace Berlin                                    | Allemagne  | 1.1    | Marcel Kittel      | Argos-Shimano                        |
| 9     | Raiffeisen Grand Prix                             | Autriche   | 1.2    | Riccardo Zoidl     | Gourmetfein Simplon                  |
| 9-16  | Tour de Thuringe                                  | Allemagne  | 2.2U   | Dylan van Baarle   | Rabobank Development                 |
| 11-16 | Tour de Serbie                                    | Serbie     | 2.2    | Ivan Stević        | Tusnad                               |
| 12-16 | Ster ZLM Toer                                     | Pays-Bas   | 2.1    | Lars Boom          | Blanco                               |
| 12-16 | Tour de Luxembourg                                | Luxembourg | 2.HC   | Paul Martens       | Blanco                               |
| 13-15 | Małopolski Wyścig Górski                          | Pologne    | 2.2    | Łukasz Bodnar      | Bank BGŻ                             |
| 13-16 | Route du Sud                                      | France     | 2.1    | Thomas Voeckler    | Europcar                             |
| 13-16 | Tour de Slovénie                                  | Slovénie   | 2.1    | Radoslav Rogina    | Adria Mobil                          |
| 13-16 | Tour des Pays de Savoie                           | France     | 2.2    | Yoann Barbas       | Armée de Terre                       |
| 13-16 | Boucles de la Mayenne                             | France     | 2.2    | David Veilleux     | Europcar                             |
| 14-16 | Tour de Haute-Autriche                            | Autriche   | 2.2    | Riccardo Zoidl     | Gourmetfein Simplon                  |
| 16    | Flèche ardennaise                                 | Belgique   | 1.2    | Silvan Dillier     | BMC Development                      |
| 19    | Halle-Ingooigem                                   | Belgique   | 1.1    | Kenny Dehaes       | Lotto-Belisol                        |
| 22    | Trophée Melinda                                   | Italie     | 1.1    | Ivan Santaromita   | BMC Racing                           |
| 26    | Internationale Wielertrofee Jong Maar Moedig      | Belgique   | 1.2    | Tim Declercq       | Topsport Vlaanderen-Baloise          |
| 26-30 | Course de Solidarność et des champions olympiques | Pologne    | 2.1    | Vitaliy Popkov     | ISD Continental                      |
| 29    | Circuit Het Nieuwsblad espoirs                    | Belgique   | 1.2    | Dimitri Claeys     | VL Technics-Abutriek                 |
| 30-6  | Tour de Roumanie                                  | Roumanie   | 2.2    | Vitaliy Buts       | Kolss                                |
| 30-7  | Tour d'Autriche                                   | Autriche   | 2.HC   | Riccardo Zoidl     | Gourmetfein Simplon                  |

### Juillet
| Date  | Course                                           | Pays     | Classe | Vainqueur             | Équipe                                 |
| ----- | ------------------------------------------------ | -------- | ------ | --------------------- | -------------------------------------- |
| 6-7   | Tour de la communauté de Madrid U23              | Espagne  | 2.2U   | Petr Vakoč            | Etixx-iHNed                            |
| 7     | Ronde pévéloise                                  | France   | 1.2    | Benoît Daeninck       | CC Nogent-sur-Oise                     |
| 7     | Giro del Medio Brenta                            | Italie   | 1.2    | Federico Rocchetti    | Utensilnord Ora24.eu                   |
| 9-14  | Tour de la Vallée d'Aoste                        | Italie   | 2.2U   | Davide Villella       | Colpack                                |
| 11    | Grote Prijs van de Stad Geel                     | Belgique | 1.2    | Yves Lampaert         | Topsport Vlaanderen-Baloise            |
| 11-14 | Sibiu Cycling Tour                               | Roumanie | 2.1    | Davide Rebellin       | CCC Polsat Polkowice                   |
| 11-14 | Czech Cycling Tour                               | Tchéquie | 2.2    | Leopold König         | Équipe nationale de République tchèque |
| 14    | Tour des Apennins                                | Italie   | 1.1    | Davide Mucelli        | Ceramica Flaminia-Fondriest            |
| 18    | Championnats d'Europe - contre-la-montre espoirs | Tchéquie | CC     | Victor Campenaerts    | Équipe nationale de Belgique           |
| 19-21 | Trophée Joaquim Agostinho                        | Portugal | 2.2    | Eduard Prades         | OFM-Quinta da Lixa                     |
| 20    | Miskolc GP                                       | Hongrie  | 1.2    | Siarhei Papok         | Équipe nationale de Biélorussie        |
| 20-24 | Tour de Wallonie                                 | Belgique | 2.HC   | Greg Van Avermaet     | BMC Racing                             |
| 20    | Budapest GP                                      | Hongrie  | 1.2    | Krisztián Lovassy     | Utensilnord Ora24.eu                   |
| 21    | Championnats d'Europe - course en ligne espoirs  | Tchéquie | CC     | Sean De Bie           | Équipe nationale de Belgique           |
| 23-27 | Dookoła Mazowsza                                 | Pologne  | 2.2    | Marcin Sapa           | BDC-Marcpol                            |
| 23-28 | Tour Alsace                                      | France   | 2.2    | Silvio Herklotz       | Stölting                               |
| 25    | Prueba Villafranca de Ordizia                    | Espagne  | 1.1    | Daniel Teklehaimanot  | Orica-GreenEDGE                        |
| 27    | Grand Prix Kranj                                 | Slovénie | 1.2    | Lukas Pöstlberger     | Gourmetfein Simplon                    |
| 27-29 | Kreiz Breizh Elites                              | France   | 2.2    | Nick van der Lijke    | Rabobank Development                   |
| 28    | Polynormande                                     | France   | 1.1    | José Gonçalves        | La Pomme Marseille                     |
| 28    | Trophée Matteotti                                | Italie   | 1.1    | Sébastien Reichenbach | IAM                                    |
| 28    | Grand Prix de la ville de Pérenchies             | France   | 1.2    | Melvin Rullière       | SCO Dijon Materiel-velo.com            |
| 31    | Circuit de Getxo                                 | Espagne  | 1.1    | Juan José Lobato      | Euskaltel Euskadi                      |
| 31-4  | Tour du Danemark                                 | Danemark | 2.HC   | Wilco Kelderman       | Belkin                                 |

### Août
| Date  | Course                                       | Pays        | Classe | Vainqueur               | Équipe                       |
| ----- | -------------------------------------------- | ----------- | ------ | ----------------------- | ---------------------------- |
| 2-4   | Tour de León                                 | Espagne     | 2.2    | Jordi Simón             | Coluer Bicycles              |
| 2-11  | Tour cycliste international de la Guadeloupe | France      | 2.2    | Pierre Lebreton         | Peltrax-CS Dammarie-lès-Lys  |
| 4     | London Ride Classic                          | Royaume-Uni | 1.1    | Arnaud Démare           | FDJ.fr                       |
| 4     | Trophée international Bastianelli            | Italie      | 1.2    | Maxat Ayazbayev         | Astana Continental           |
| 4     | Flèche du port d'Anvers                      | Belgique    | 1.2    | Preben Van Hecke        | Topsport Vlaanderen-Baloise  |
| 7-11  | Tour de Burgos                               | Espagne     | 2.HC   | Nairo Quintana          | Movistar                     |
| 7-18  | Tour du Portugal                             | Portugal    | 2.1    | Alejandro Marque        | OFM-Quinta da Lixa           |
| 8-11  | Arctic Race of Norway                        | Norvège     | 2.1    | Thor Hushovd            | BMC Racing                   |
| 8-11  | Tour de Szeklerland                          | Roumanie    | 2.2    | Georgi Georgiev Petrov  | Équipe nationale de Bulgarie |
| 9-13  | Tour de l'Ain                                | France      | 2.1    | Romain Bardet           | AG2R La Mondiale             |
| 10    | Mémorial Henryk Łasak                        | Pologne     | 1.2    | Florian Sénéchal        | Etixx-iHNed                  |
| 11    | Coupe des Carpates                           | Pologne     | 1.2    | Adrian Honkisz          | CCC Polsat Polkowice         |
| 11    | Gran Premio di Poggiana                      | Italie      | 1.2U   | Andrea Zordan           | Zalf Euromobil Désirée Fior  |
| 16    | Gran Premio Capodarco                        | Italie      | 1.2    | Matteo Busato           | Trevigiani Dynamon Bottoli   |
| 16-18 | Tour des Fjords                              | Norvège     | 2.1    | Sergey Chernetskiy      | Katusha                      |
| 17    | Puchar Ministra Obrony Narodowej             | Pologne     | 1.2    | Bartłomiej Matysiak     | CCC Polsat Polkowice         |
| 17    | Grand Prix Kralovehradeckeho kraje           | Tchéquie    | 1.2    | Petr Vakoč              | Etixx-iHNed                  |
| 18-25 | Baltic Chain Tour                            | Lituanie    | 2.2    | Philipp Walsleben       | BKCP-Powerplus               |
| 20    | Grand Prix de la ville de Zottegem           | Belgique    | 1.1    | Blaž Jarc               | NetApp-Endura                |
| 20    | Grand Prix des Marbriers                     | France      | 1.2    | Benoît Daeninck         | CC Nogent-sur-Oise           |
| 20-23 | Tour du Limousin                             | France      | 2.1    | Martin Elmiger          | IAM                          |
| 21    | Druivenkoers Overijse                        | Belgique    | 1.1    | Björn Leukemans         | Vacansoleil-DCM              |
| 21    | Coppa Agostoni                               | Italie      | 1.1    | Filippo Pozzato         | Lampre-Merida                |
| 22    | Coppa Bernocchi                              | Italie      | 1.1    | Sacha Modolo            | Bardiani Valvole-CSF Inox    |
| 23    | Dutch Food Valley Classic                    | Pays-Bas    | 1.1    | Elia Viviani            | Cannondale                   |
| 23    | Trois vallées varésines                      | Italie      | 1.HC   | Kristijan Đurasek       | Lampre-Merida                |
| 25    | Châteauroux Classic de l'Indre               | France      | 1.1    | Bryan Coquard           | Europcar                     |
| 25-31 | Tour de l'Avenir                             | France      | 2.Ncup | Rubén Fernández Andújar | Équipe nationale d'Espagne   |
| 27-30 | Tour du Poitou-Charentes                     | France      | 2.1    | Thomas Voeckler         | Europcar                     |
| 30-31 | World Ports Classic                          | Pays-Bas    | 2.1    | Nikolas Maes            | Omega Pharma-Quick Step      |
| 31    | Mémorial Marco Pantani                       | Italie      | 1.1    | Sacha Modolo            | Bardiani Valvole-CSF Inox    |

### Septembre
| Date  | Course                                            | Pays        | Classe | Vainqueur                 | Équipe                       |
| ----- | ------------------------------------------------- | ----------- | ------ | ------------------------- | ---------------------------- |
| 1     | Coupe Sels                                        | Belgique    | 1.1    | Pieter Jacobs             | Topsport Vlaanderen-Baloise  |
| 1     | Zagreb-Ljubljana                                  | Slovénie    | 1.2    | Riccardo Zoidl            | Gourmetfein Simplon          |
| 1     | Ronde van Midden-Nederland                        | Pays-Bas    | 1.2    | Sebastian Forke           | NSP-Ghost                    |
| 1-5   | Tour de Bulgarie                                  | Bulgarie    | 2.2    | Rémy Di Grégorio          | Martigues SC-Vivelo          |
| 5-7   | Semaine cycliste lombarde                         | Italie      | 2.1    | Patrik Sinkewitz          | Meridiana Kamen              |
| 5-8   | Okolo Jižních Čech                                | Tchéquie    | 2.2    | Florian Sénéchal          | Etixx-iHNed                  |
| 7     | Brussels Cycling Classic                          | Belgique    | 1.HC   | André Greipel             | Lotto-Belisol                |
| 8     | Kernen Omloop Echt-Susteren                       | Pays-Bas    | 1.2    | Dylan Groenewegen         | De Rijke-Shanks              |
| 8     | Grand Prix de Fourmies                            | France      | 1.HC   | Nacer Bouhanni            | FDJ.fr                       |
| 14    | Tour du Jura                                      | Suisse      | 1.2    | Matthias Brändle          | IAM                          |
| 14    | Flèche côtière                                    | Belgique    | 1.2    | Egidijus Juodvalkis       | Crelan-Euphony               |
| 15    | Tour du Doubs                                     | France      | 1.1    | Aleksejs Saramotins       | IAM                          |
| 15    | Grand Prix Jef Scherens                           | Belgique    | 1.1    | Bert De Backer            | Argos-Shimano                |
| 15    | Chrono champenois                                 | France      | 1.2    | Campbell Flakemore        | Équipe nationale d'Australie |
| 15    | Baronie Breda Classic                             | Pays-Bas    | 1.2    | Mike Teunissen            | Rabobank Development         |
| 15-22 | Tour de Grande-Bretagne                           | Royaume-Uni | 2.1    | Bradley Wiggins           | Sky                          |
| 18    | Grand Prix de Wallonie                            | Belgique    | 1.1    | Jan Bakelants             | Équipe nationale de Belgique |
| 20    | Grand Prix de la Somme                            | France      | 1.1    | Preben Van Hecke          | Topsport Vlaanderen-Baloise  |
| 20    | Championnat des Flandres                          | Belgique    | 1.1    | Jens Debusschere          | Lotto-Belisol                |
| 21    | Grand Prix Impanis-Van Petegem                    | Belgique    | 1.1    | Sep Vanmarcke             | Belkin                       |
| 21    | Grand Prix de la côte étrusque                    | Italie      | 1.1    | Michele Scarponi          | Lampre-Merida                |
| 21    | Tour Bohemia                                      | Tchéquie    | 1.2    | Josef Benetseder          | WSA                          |
| 22    | Grand Prix de l'industrie et du commerce de Prato | Italie      | 1.1    | Gianfranco Zilioli        | Androni Giocattoli-Venezuela |
| 22    | Grand Prix d'Isbergues                            | France      | 1.1    | Arnaud Démare             | FDJ.fr                       |
| 24    | Ruota d'Oro                                       | Italie      | 1.2U   | Andrea Toniatti           | Zalf Euromobil Désirée Fior  |
| 25    | Circuit du Houtland                               | Belgique    | 1.1    | Marcel Kittel             | Argos-Shimano                |
| 28-29 | Tour du Gévaudan Languedoc-Roussillon             | France      | 2.2    | Yoann Bagot               | Cofidis                      |
| 29    | Duo normand                                       | France      | 1.1    | Luke Durbridge Svein Tuft | Orica-GreenEDGE              |
| 29    | Gooikse Pijl                                      | Belgique    | 1.2    | Vegard Robinson Bugge     | Joker Merida                 |

### Octobre
| Date | Course                                               | Pays      | Classe | Vainqueur                   | Équipe                  |
| ---- | ---------------------------------------------------- | --------- | ------ | --------------------------- | ----------------------- |
| 2    | Milan-Turin                                          | Italie    | 1.HC   | Diego Ulissi                | Lampre-Merida           |
| 3    | Tour de Münster                                      | Allemagne | 1.1    | Jos van Emden               | Belkin                  |
| 3-6  | Eurométropole Tour                                   | Belgique  | 2.1    | Jens Debusschere            | Lotto-Belisol           |
| 5    | Tour de Lombardie amateurs                           | Italie    | 1.2    | Davide Villella             | Colpack                 |
| 6    | Tour de Vendée                                       | France    | 1.HC   | Nacer Bouhanni              | FDJ.fr                  |
| 8    | Binche-Tournai-Binche - Mémorial Frank Vandenbroucke | Belgique  | 1.1    | Reinardt Janse van Rensburg | Argos-Shimano           |
| 10   | Coppa Sabatini                                       | Italie    | 1.1    | Diego Ulissi                | Lampre-Merida           |
| 10   | Paris-Bourges                                        | France    | 1.1    | John Degenkolb              | Argos-Shimano           |
| 12   | Tour d'Émilie                                        | Italie    | 1.HC   | Diego Ulissi                | Lampre-Merida           |
| 13   | Grand Prix Bruno Beghelli                            | Italie    | 1.1    | Leonardo Duque              | Colombia                |
| 13   | Paris-Tours espoirs                                  | France    | 1.2U   | Flavien Dassonville         | Comité Île-de-France    |
| 13   | Paris-Tours                                          | France    | 1.HC   | John Degenkolb              | Argos-Shimano           |
| 15   | Prix national de clôture                             | Belgique  | 1.1    | Jens Debusschere            | Lotto-Belisol           |
| 20   | Chrono des Nations-Les Herbiers-Vendée               | France    | 1.1    | Tony Martin                 | Omega Pharma-Quick Step |

### Épreuves annulées
| Date                | Course                                                   | Pays      | Classe | Cause                                      |
| ------------------- | -------------------------------------------------------- | --------- | ------ | ------------------------------------------ |
| 6 février           | Trofeo Serra de Tramuntana                               | Espagne   | 1.1    |                                            |
| 23 février          | Drôme Classic                                            | France    | 1.1    | Météorologiques                            |
| 24 février          | Kuurne-Bruxelles-Kuurne                                  | Belgique  | 1.1    | Météorologiques                            |
| 24 février          | Grand Prix de Lugano                                     | Suisse    | 1.1    | Météorologiques                            |
| 26 février          | Tour du Frioul                                           | Italie    | 1.1    |                                            |
| 3 mars              | Trofeo Zssdi                                             | Italie    | 1.2    |                                            |
| 10 mars             | Trofeo Franco Balestra                                   | Italie    | 1.2    |                                            |
| 10 mars             | À travers Drenthe                                        | Pays-Bas  | 1.1    | Météorologiques                            |
| 13 mars             | Nokere Koerse                                            | Belgique  | 1.1    | Météorologiques                            |
| 31 mars             | Flèche d'Émeraude                                        | France    | 1.1    | Administrative                             |
| 14 avril            | Zellik-Galmaarden                                        | Belgique  | 1.2    | Administrative                             |
| 16-20 avril         | Toscane-Terre de cyclisme                                | Italie    | 2.Ncup | Financière                                 |
| 21 avril            | GP Llodio                                                | Espagne   | 1.1    | Financière                                 |
| 25-28 avril         | Tour de Thessalie                                        | Grèce     | 2.2    | [ 10 ]                                     |
| 28 avril            | Trophée des grimpeurs                                    | France    | 1.1    |                                            |
| 1er mai             | Trofeo Papà Cervi                                        | Italie    | 1.2    | [ 11 ]                                     |
| 3 mai               | Grand Prix Dobrich I                                     | Bulgarie  | 1.2    |                                            |
| 5 mai               | Grand Prix Dobrich II                                    | Bulgarie  | 1.2    |                                            |
| 15-19 mai           | Circuit de Lorraine                                      | France    | 2.1    | Financière                                 |
| 15-19 mai           | Tour de Grèce                                            | Grèce     | 2.2    | Financière                                 |
| 19 mai              | Neuseen Classics – Rund um die Braunkohle                | Allemagne | 1.1    |                                            |
| 26 mai              | Paris-Roubaix espoirs                                    | France    | 1.2U   | [ 13 ]                                     |
| 30 mai-2 juin       | Tour de Trakya                                           | Turquie   | 1.2U   | [ 14 ]                                     |
| 4-7 juin            | Tour of Cappadocia                                       | Turquie   | 1.2U   | [ 15 ]                                     |
| 7-16 juin           | Girobio                                                  | Italie    | 2.2    | Financière                                 |
| 16 juin             | Celtic Chrono                                            | Irlande   | 1.2    | Financière                                 |
| 27 juillet          | Coppa Placci                                             | Italie    | 1.1    |                                            |
| 28 juillet          | Tour de Bochum                                           | Allemagne | 1.1    |                                            |
| 31 juillet-1er août | Paris-Corrèze                                            | France    | 2.1    | Financière                                 |
| 31 juillet-2 août   | Tour des Pyrénées                                        | France    | 2.2    |                                            |
| 15-18 août          | Mi-août en Bretagne                                      | France    | 2.2    | Financière                                 |
| 25 août             | Grand Prix Sofia I                                       | Bulgarie  | 1.2    |                                            |
| 27 août             | Grand Prix Sofia II                                      | Bulgarie  | 1.2    |                                            |
| 29 août             | Gran Premio Industria e Commercio Artigianato Carnaghese | Italie    | 1.1    | Rétrogradation dans le calendrier national |
| 31 août             | Tour de Vénétie                                          | Italie    | 1.1    |                                            |
| 1er septembre       | Latvian Cycling Race                                     | Lettonie  | 1.2    |                                            |
| 4 septembre         | Mémorial Rik Van Steenbergen                             | Belgique  | 1.1    | [ 19 ]                                     |
| 8 septembre         | Tour de Romagne                                          | Italie    | 1.1    |                                            |
| 10-13 septembre     | Tour de Padanie                                          | Italie    | 2.1    |                                            |
| 20 septembre        | Grand Prix Pleven                                        | Bulgarie  | 1.2    |                                            |
| 22 septembre        | Grand Prix Lovech                                        | Bulgarie  | 1.2    |                                            |
| 28 septembre        | Franco Ballerini Day                                     | Italie    | 1.1    |                                            |
| 3 octobre           | Tour du Piémont                                          | Italie    | 1.HC   | Financière                                 |
| 3-6 octobre         | Tour of Marmara                                          | Turquie   | 2.2    |                                            |
| 10-13 octobre       | Tour of Gallipoli                                        | Turquie   | 2.2    |                                            |

## Classements finals
Source : UCI Europe Tour
| #   | Coureur             | Pays      | Pts    |
| 1.  | Riccardo Zoidl      | Autriche  | 531,5  |
| 2.  | Bryan Coquard *     | France    | 484    |
| 3.  | Davide Rebellin     | Italie    | 430    |
| 4.  | Matej Mugerli       | Slovénie  | 387    |
| 5.  | Thomas Voeckler     | France    | 369    |
| 6.  | Michael Van Staeyen | Belgique  | 367    |
| 7.  | Radoslav Rogina     | Croatie   | 354    |
| 8.  | Jonathan Hivert     | France    | 334    |
| 9.  | Vitaliy Buts        | Ukraine   | 320,67 |
| 10. | Gerald Ciolek       | Allemagne | 315    |

| #   | Équipe                       | Pays     | Pts      |
| 1.  | Europcar                     | France   | 1 502,6  |
| 2.  | IAM                          | Suisse   | 1 334,34 |
| 3.  | Topsport Vlaanderen-Baloise  | Belgique | 1 168,5  |
| 4.  | Androni Giocattoli-Venezuela | Italie   | 1 149,2  |
| 5.  | Gourmetfein Simplon          | Autriche | 1 028    |
| 6.  | Adria Mobil                  | Slovénie | 1 000    |
| 7.  | Vini Fantini-Selle Italia    | Italie   | 927,4    |
| 8.  | CCC Polsat Polkowice         | Pologne  | 907,34   |
| 9.  | Sojasun                      | France   | 891,5    |
| 10. | Rabobank Development         | Pays-Bas | 877      |

### Classements par nations
| #   | Pays      | Pts      |
| 1.  | France    | 2 753,25 |
| 2.  | Italie    | 2 742,2  |
| 3.  | Belgique  | 1 772,17 |
| 4.  | Allemagne | 1 570    |
| 5.  | Espagne   | 1 494    |
| 6.  | Pays-Bas  | 1 441,25 |
| 7.  | Tchéquie  | 1 433,22 |
| 8.  | Ukraine   | 1 365,69 |
| 9.  | Slovénie  | 1 276    |
| 10. | Autriche  | 1 227    |

| #   | Pays (U23) | Pts     |
| 1.  | Pays-Bas   | 1 264   |
| 2.  | France     | 1 253,5 |
| 3.  | Italie     | 866     |
| 4.  | Danemark   | 757,5   |
| 5.  | Belgique   | 734,92  |
| 6.  | Allemagne  | 646     |
| 7.  | Slovénie   | 600     |
| 8.  | Tchéquie   | 455,92  |
| 9.  | Norvège    | 373,75  |
| 10. | Espagne    | 251     |

### Note
1. ↑  Mustafa Sayar, initialement vainqueur, a été déclassé en janvier 2014 par la fédération turque de cyclisme. Natnael Berhane, initialement deuxième, est déclaré vainqueur.